# Salle de réunion de la Première Chambre des États généraux des Pays-bas
La salle de réunion de la Première Chambre des États généraux des Pays-bas (Sénat) est une salle de réunion du XIIe siècle située dans la Binnenhof de La Haye aux Pays-Bas où la Première Chambre des États généraux tient sa réunion plénière hebdomadaire.

## Histoire
En 1650, les États de Hollande et de Frise-Occidentale chargent l'architecte Pieter Post de construire une nouvelle salle de réunion monumentale. La construction a lieu pendant la période sans stathouder, qui a été proclamée après la mort du stathouder Guillaume II d'Orange-Nassau. À cette fin, une partie de la résidence du stadhouder, située sur le Hofvijver, est démolie. Le Mauritstoren, situé dans le coin sud-ouest de la Binnenhof, ainsi que le bâtiment adjacent du côté du Buitenhof, sont les seules parties du palais à rester intactes. La salle de réunion devait refléter l'influence nationale et internationale des États de Hollande et de Frise occidentale, ainsi que les nouvelles relations de pouvoir au sein de la Binnenhof.
Durant l'occupation française (1795-1813), la grande salle de réunion est utilisée, entre autres, comme école militaire. Durant cette période, la salle tombe rapidement en ruine, ce qui rend nécessaire une restauration après la période française, avant que la Première Chambre puisse l'utiliser de nouveau en 1849.

## Peintures
Les peintures du plafond d'Andries de Haen et de Nicolaes Willingh expriment la gloire néerlandaise en représentant divers peuples avec lesquels la République entretient des liens mondiaux.
Le tableau grandeur nature du roi Guillaume II par Jan Adam Kruseman est offert au Sénat par le monarque en 1848 lorsque son implication politique directe prend fin.
Deux cheminées ont des peintures du XVIIe siècle d'Adriaen Hanneman et Jan Lievens, représentant respectivement La Paix et La Guerre. Le long des murs se trouvent également des portraits (sous forme de médaillons) de célèbres Grands-Pensionnaires des anciens États de Hollande tels que Johan van Oldenbarnevelt et Johan de Witt.

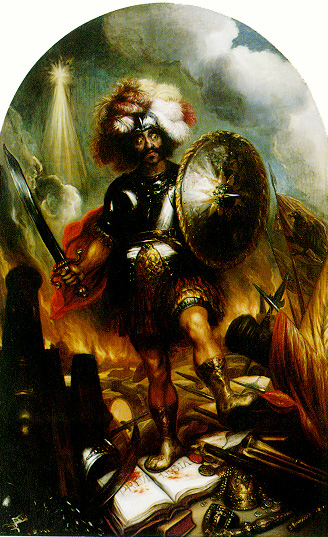
Jan Lievens, La Guerre, 1664.
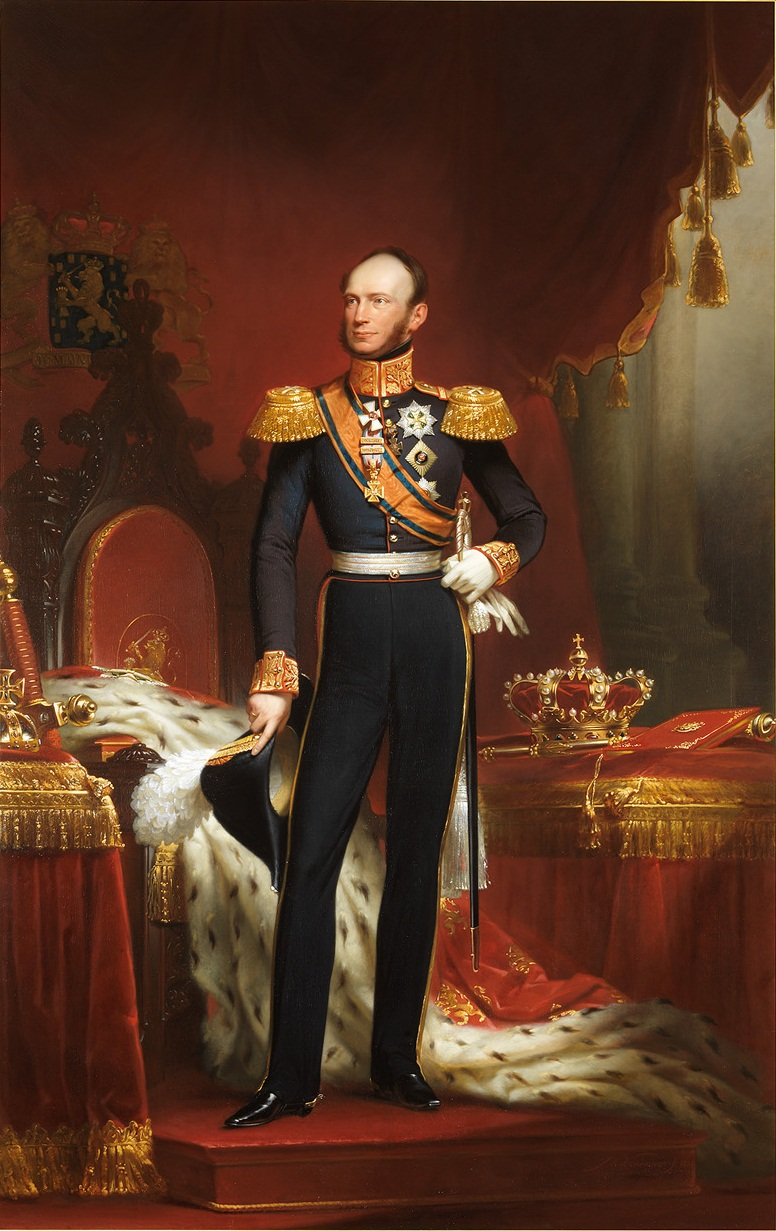
Jan Adam Kruseman, Portrait de Guillaume II
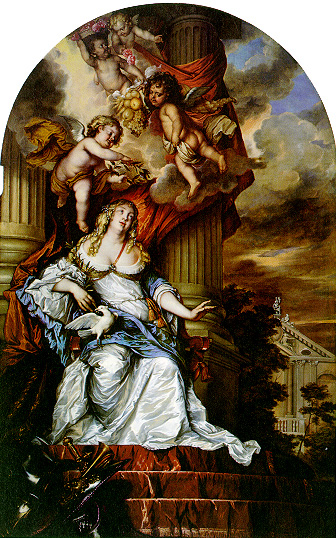
Adriaen Hanneman, La Paix, 1664

## Tapisseries

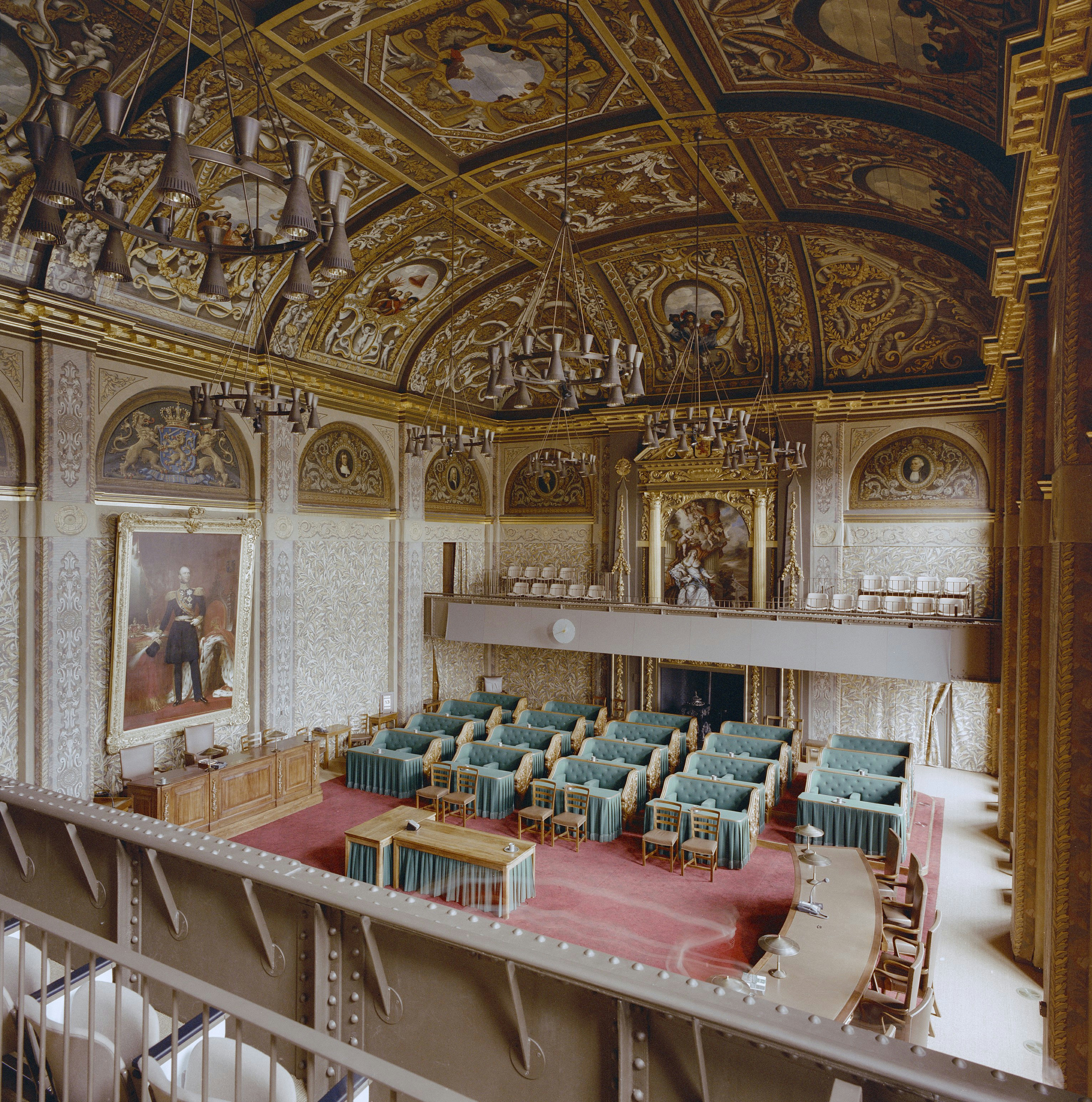
Vue de la tribune.

Les précieuses tapisseries qui ornaient autrefois les murs ont disparu pendant la période française et sont restées introuvables depuis. Lors d'une restauration complète en 1995, l'objectif est de revigorer les couleurs et les motifs du nouveau revêtement mural aussi près que possible des décorations et des couleurs du plafond, créant ainsi une unité entre le plafond et les murs, comme par le passé.

## Galeries publiques
En 1870, de hautes galeries publiques sont aménagées dans la salle devant les cheminées. L'accès aux galeries publiques, qui peuvent accueillir 15 personnes, se fait par l'escalier du Mauritstoren et la galerie Amalia van Solms au deuxième étage.

## Noenzaal
La salle plénière, le Noenzaal, est située au premier étage. Le Noenzaal est situé au rez-de-chaussée. Cette salle servait de salle de réunion au Gecommitteerde Raden, le comité exécutif des États de Hollande. Aujourd'hui, c'est la salle à manger du Sénat.